# Ottorino Respighi
Ottorino Respighi, född 9 juli 1879 i Bologna, död 18 april 1936 i Rom, var en italiensk tonsättare.

## Biografi
Respighi var son till en pianolärare och fick som barn lära sig spela violin och piano. Han studerade 1891–1899 violin och viola vid Liceo musicale i Bologna för Federico Sarti och komposition för Luigi Torchi och Giuseppe Martucci.
Efter studierna hade han en kortare anställning som violinist i Bolognas stadsorkester och arbetade därefter säsongerna 1900/01 och 1902/03 vid Opera Italiana i Sankt Petersburg. Där tog han intryck av Nikolaj Rimskij-Korsakovs orkesterbehandling och tog även lektioner i komposition för denne. 1902 var han en kort tid hos Max Bruch i Berlin. Han återgick till arbetet som orkestermusiker i Bologna 1903–1908 och började även komponera. 1908/09 var han åter i Berlin som pianoackompanjatör vid en sångskola.
1913 tillträdde han en professur i komposition vid Liceo musicale di Santa Cecilia i Rom. Han gifte sig 1919 med komponisten och sångerskan Elsa Olivieri Sangiacomo som varit hans elev.
Respighis genombrott som tonsättare kom med uruppförandet 1916 av Fontane di Roma (Roms fontäner). Senare skrev han Pini di Roma (Roms pinjer) 1924 och Feste Romane (Romerska fester) 1928.
1923 blev han direktor för Conservatorio di Santa Cecilia (det tidigare Liceo) men lämnade chefsrollen 1926 för att mer kunna ägna sig åt komposition. Han fortsatte att undervisa till 1935.
Ottorino Respighi turnerade i Europa som dirigent, solopianist och som ackompanjatör till hustrun Elsa Respighi.
Ottorino Respighi avled 1936. Elsa Respighi (1894–1996) överlevde honom med 60 år och verkade för att hans musik skulle framföras, publicerade böcker, arrangerade konferenser, utgav hans verk med mera. Hon grundade i Venedig Fondo Respighi till stöd för musikutbildning i Italien.

## Romtrilogin
Respighi är bl.a. berömd för sina symfoniska dikter om staden Rom.
- Le fontane di Roma – Roms fontäner (1916) 
  - "La fontana di Valle Giulia all'Alba"
  - "La fontana del Tritone al mattino"
  - "La fontana di Trevi al meriggio"
  - "La fontana di Villa Medici al tramonto"
- I pini di Roma – Roms pinjer (1924)
  - "I pini di Villa Borghese"
  - "Pini presso una catacomba"
  - "I pini del Gianicolo"
  - "I pini della Via Appia"
- Feste romane – Romerska fester (1928)
  - "Circenses"
  - "Giubileo"
  - "L'Ottobrata"
  - "La Befana"

## Andra kända verk
- La Boutique fantastique, balettsvit efter musik av Gioacchino Rossini (1918)
- La bella dormente nel bosco, opera (1922)
- Belfagor, opera (1923)
- Rossiniana, orkestersvit efter pianostycken av Gioacchino Rossini (1925)
- Trittico Botticelliano (Botticelli-triptyk) för liten orkester (1927)
- Gli Uccelli (Fåglarna), svit av stycken av gamla tonsättare för liten orkester (1927)
- La campana sommersa, opera (1927)
- Maria egiziaca, opera 1932
- La fiamma, opera (1934)
- Lucrezia, opera (1937)